# Terebratulina australis
Terebratulina australis är en armfotingsart som beskrevs av Bitner 2006. Terebratulina australis ingår i släktet Terebratulina och familjen Cancellothyrididae. Inga underarter finns listade i Catalogue of Life.